# Orientació del paper de vàter
| L'orientació per sobre |  | L'orientació per sobre |
| L'orientació per sobre |  | L'orientació per sota  |

Dues orientacions del paper de vàter són possibles quan s'utilitza un dispensador de paper higiènic d'eix horitzontal paral·lel a la paret: el paper de vàter pot penjar per sobre o per sota del rotlle. La tria és sobretot qüestió de preferència personal o pel costum. En les enquestes, entre 60% i 70% dels consumidors americans i dels especialistes de les sales de bany i cuines responen que prefereixen l'orientació per sobre. Existeixen diverses teories sobre allò que podria revelar la preferència d'una persona per una orientació o per l'altra.
Cadascuna de les orientacions té els seus defensors i detractors, que n'enumeren els avantatges i inconvenients.
Per sobre
- Redueix el risc de fregar accidentalment la paret amb els dits i, per tant, de transferir possible brutícia i gèrmens.
- Fa més fàcil de localitzar visualment i d'agafar el final solt.
- Dona la possibilitat que hotels i altres llocs amb banys públics puguin plegar el darrer full del paper higiènic per a mostrar que la cambra ha estat netejada.
- És generalment la direcció pretesa de veure per la marca fabricant.

Per sota
- Dona un aspecte més ordenat, ja que el final solt es pot amagar més de la vista.
- Redueix el risc que un nadó o un animal de companyia, com un gos o gat, tot jugant desenrotlli completament el paper higiènic.
- En una autocaravana pot reduir el risc que el paper es desenrotlli durant la conducció.